# Neusfluit (muziekinstrument)

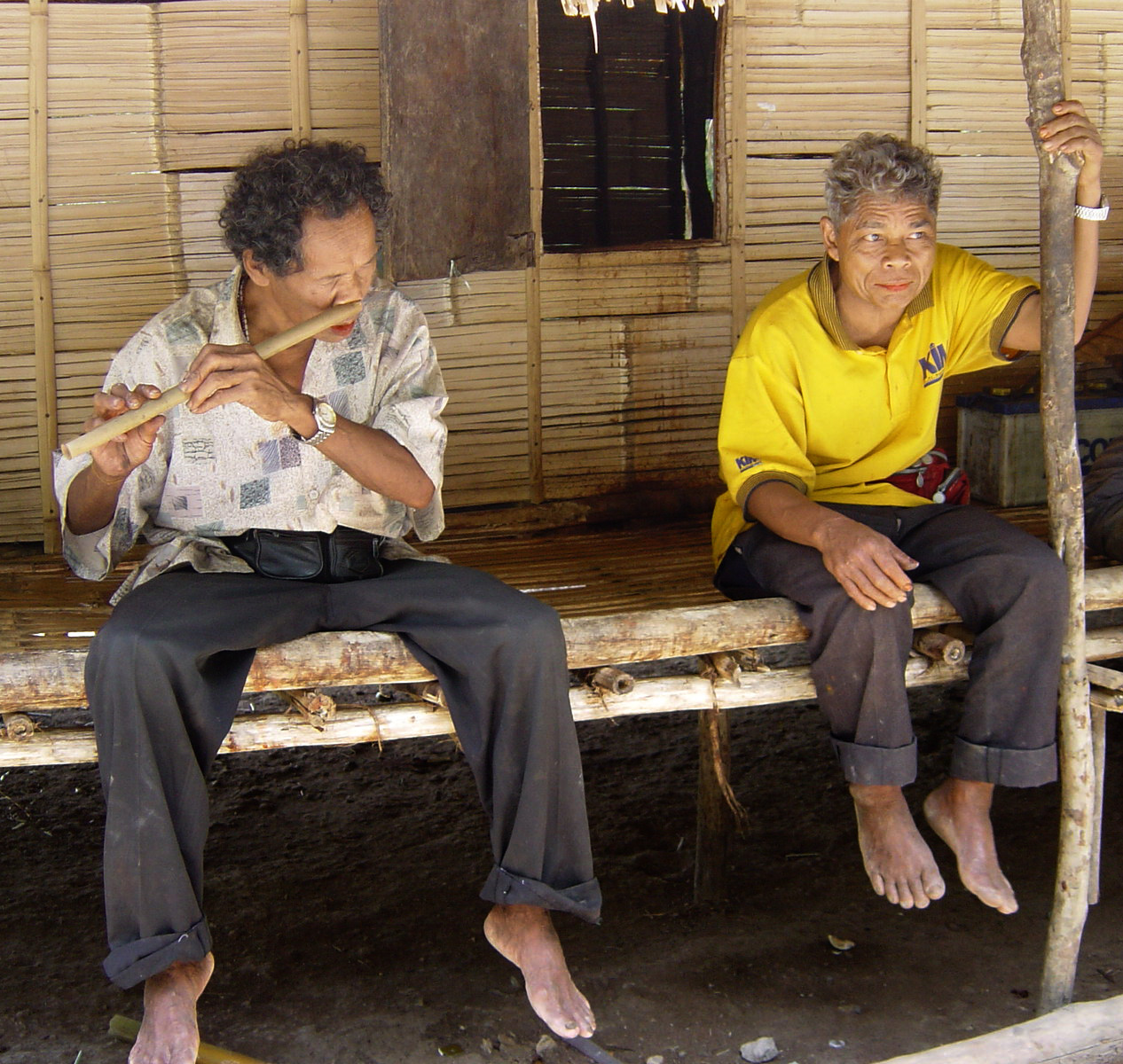
Neusfluitist in Maleisië

Neusfluiten zijn fluiten van verschillende uitvoeringen die worden bespeeld met ademlucht uit de neus. Deze bespeling komt het meest voor in in Zuidoost-Azië en Oceanië. De blaastechniek is bij alle uitvoeringen van deze fluiten hetzelfde. Het materiaal en de houding van de fluit (dwars of rechtuit) kan verschillen.